# Ізотерма розподілу
Ізотерма розподілу (рос. изотерма распределения; англ. distribution isotherm; нім. Verteilungsisotherme f) — ізотерма, що описує залежність рівноважної концентрації субстанції у нерухомій фазі від рівноважної концентрації цієї субстанції в рухомій фазі.